# Kaaimansnoeken
Kaaimansnoeken (Lepisosteidae) zijn een familie van straalvinnige vissen uit de orde van beensnoeken (Lepisosteiformes).

## Geslachten
- Lepisosteus Lacepede, 1803
- Atractosteus Rafinesque, 1820